# Melicope alpestris
Melicope alpestris är en vinruteväxtart som beskrevs av Thomas Gordon Hartley. Melicope alpestris ingår i släktet Melicope och familjen vinruteväxter. Inga underarter finns listade i Catalogue of Life.